# Morphine (nummer)
Morphine (ook wel Demerol of Just Say No) is een lied geschreven en gezongen door de Amerikaanse zanger Michael Jackson, dat zich op het album Blood on the Dance Floor: HIStory in the Mix bevindt. Bij het nummer werkte Jackson samen met Slash.
Het nummer gaat over het gebruik van morfine en wat voor effecten dat teweeg kan brengen. Jackson kruipt daarvoor in de huid van de gebruiker en degene die het afzweert. Jackson overtuigt de mensen hiervan om niet te gaan gebruiken omdat je er krankzinnig van kunt worden. Sommigen zien dit nummer als een voorbode van zijn dood. Hij overleed uiteindelijk aan een overdosis propofol, wat lijkt op demerol.